# Instituto Nacional de Estadística (Spagna)
L'Instituto Nacional de Estadística, noto attraverso l'acronimo INE, è un organismo autonomo dell'Amministrazione Generale dello Stato che coordina i servizi statistici della Spagna. È subordinato al Ministero degli affari economici e della trasformazione digitale.

## Storia
L'istituto venne fondato il 3 novembre 1856 come Comisión de Estadística del Reino. La denominazione Instituto Nacional de Estadística gli venne attribuita da una legge del 31 dicembre 1945, pubblicata sul BOE (la Gazzetta ufficiale spagnola) del 3 gennaio 1946. L'attuale principale sede, situata a Madrid, fu costruita nel 1973. Nel 2008, attraverso un lavoro di architetti spagnoli, è stata ristrutturata, trasformando completamente l'aspetto originario di grigio in un colorato. Sono inoltre stati collocati pannelli di colori, con cifre che vanno da 001 a 058.